# サナームキラーヘンチャート駅
サナームキラーヘンチャート駅（タイ語: สนามกีฬาแห่งชาติ、日本語訳：国立競技場駅）は、タイ王国バンコク都パトゥムワン区にある、バンコク・スカイトレイン（BTS）シーロム線の駅。駅番号はW1。

## 概要
- 1999年12月5日 - シーロム線の駅が開業。

## 駅構造

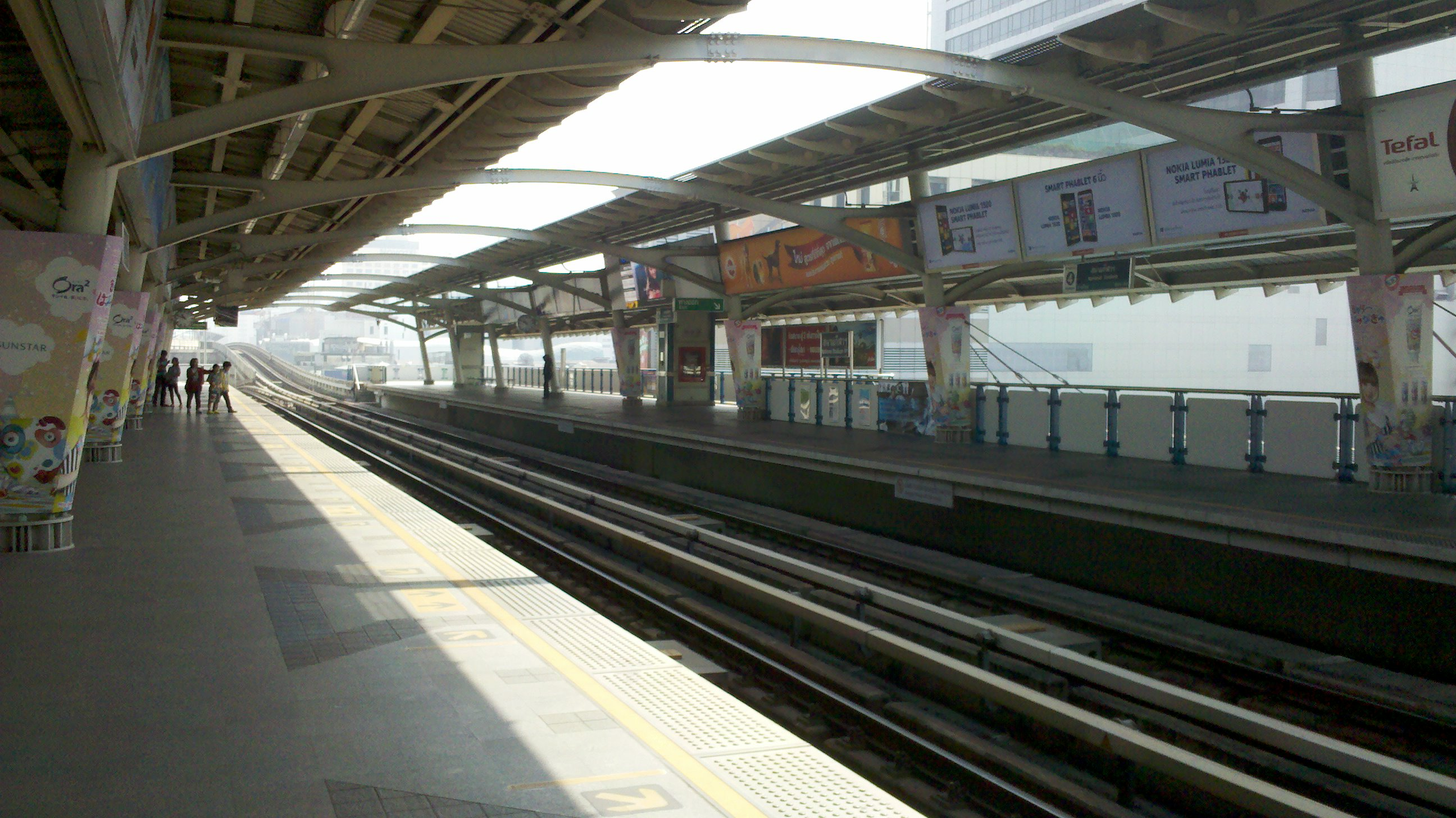
ホーム

ラーマ1世通りの直上にある高架駅。U2階がコンコース・改札階、U3階がホーム階である。ホームは幅約20メートル、長さ150メートルの相対式2面2線を有する。

### のりば
| 番線 | 路線        | 行先                                                     |
| ---- | ----------- | -------------------------------------------------------- |
| 3    | ■シーロム線 | サイアム、サラデーン、クルン・トンブリー、バーンワー方面 |
| 4    | ■シーロム線 | 当駅止まり                                               |

## 駅周辺
駅前には大型ショッピングセンターのMBKセンターがあり、地元の若者や買い物客、外国人で賑わっている。隣のサイアム駅からも近く、両駅の間には飲食店やファッション関係の店の多いサイアム・スクエアと呼ばれるエリアがある。
また、駅名にもある国立競技場（スパチャラサイ国立競技場）は、2005年7月、無観客試合で日本がサッカーで北朝鮮に勝ち2006年・ドイツワールドカップ行きを決めた競技場である。
- スパチャラサイ国立競技場
- バンコク芸術文化センター
- サ・パトゥム宮殿（タイ語版）
- 全国スカウティング委員会（タイ語版）事務局
- パトゥムワン工科大学（タイ語版、英語版）
- ワット・チャムニハッタカーン（タイ語版）
- チュラーロンコーン大学 連合医療科学部（タイ語版）・看護学部（タイ語版）・心理学部（タイ語版）・スポーツ科学部（タイ語版）・薬学部（タイ語版）
- トリアムウドムスックサー高等学校
- ジム・トンプソンの家
- MBKセンター
- ロータス・ラマ1世店（Lotus's Rama 1）
- サイアム・スクエア

- サンサブ運河客船（タイ語版） フアチャン船着場

## 隣の駅
バンコク・スカイトレイン
■シーロム線
サナームキラーヘンチャート駅 (W1) - サイアム駅 (CEN)